# Baza australià
El baza australià (Aviceda subcristata) és un ocell rapinyaire de la família dels accipítrids (Accipitridae). Habita zones de bosc i selva de l'arxipèlag Malai, Melanèsia i Austràlia, a les illes Petites de la Sonda des de Lombok cap a l'est, Moluques, Tanimbar, Kai, Aru i illes Raja Ampat, Nova Guinea, Arxipèlag D'Entrecasteaux, Arxipèlag de Bismarck, illes Salomó i costa nord i est d'Austràlia. El seu estat de conservació es considera de risc mínim.